# Minami Yuzo
Yuzo Minami (sinh ngày 17 tháng 11 năm 1983) là một cầu thủ bóng đá người Nhật Bản.

## Sự nghiệp câu lạc bộ
Yuzo Minami đã từng chơi cho Urawa Reds, Ehime FC và V-Varen Nagasaki.